# Memoriał Józefa Żylewicza

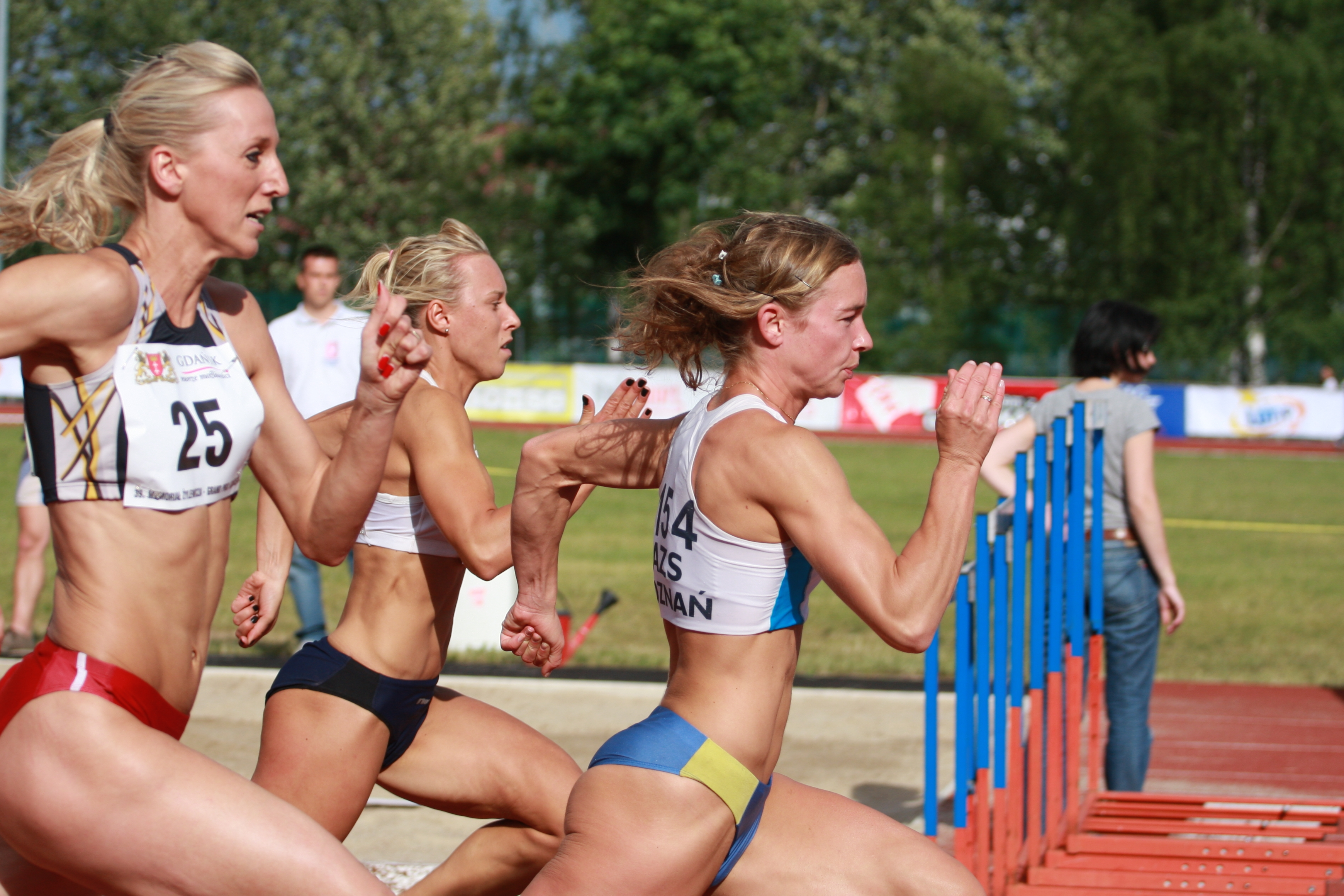
Memoriał Józefa Żylewicza 2011

Memoriał Józefa Żylewicza – mityng lekkoatletyczny organizowany rokrocznie od 1973 w Trójmieście (Gdańsku lub Sopocie), będący hołdem dla zmarłego w 1961 biegacza Józefa Żylewicza. Przez pewien okres niektóre z konkurencji memoriału – biegi długie oraz chód – miały rangę mistrzostw Polski. Główną konkurencją zawodów jest bieg memoriałowy organizowany na dystansie 3000, 5000 lub 10 000 metrów. Podczas pierwszej edycji zawodów bieg memoriałowy na 5000 metrów wygrał Kubańczyk Jose Boron uzyskując wynik 14:25,8.
W 2022 odbyła się 50. edycja memoriału.